# 马茨·林德 (冰球运动员)
马茨·林德（瑞典語：Mats Lindh，1947年9月12日—），瑞典前男子冰球运动员，场上位置是前锋。他曾代表瑞典国家队参加1972年冬季奥林匹克运动会冰球比赛，获得第4名。